# Forcipomyia tettigonaris
Forcipomyia tettigonaris är en tvåvingeart som beskrevs av Wirth och Castner 1990. Forcipomyia tettigonaris ingår i släktet Forcipomyia och familjen svidknott.
Artens utbredningsområde är Peru. Inga underarter finns listade i Catalogue of Life.